# Nadia Mazouz
Nadia Mazouz (* 1970) ist eine deutsche Philosophin und Physikerin. Sie ist Professorin für Praktische Philosophie an der ETH Zürich.

## Leben und Wirken
Nadia Mazouz studierte Physik an der Technischen Universität Berlin sowie Philosophie an der Technischen, der Freien und der Humboldt-Universität Berlin sowie der Universität Leipzig.
Im Bereich Physik promovierte sie 1999 am Fritz-Haber-Institut der Max-Planck-Gesellschaft und an der Freien Universität Berlin. In ihrer Doktorarbeit beschäftigte sie sich mit Modellbildung und Simulationen zu selbstorganisierten elektrochemischen Systemen. 2003 promovierte sie ausserdem im Bereich Philosophie am Institut für Philosophie der Universität Stuttgart mit einer Doktorarbeit mit dem Titel «Aspekte einer deliberativen Theorie der Gerechtigkeit und des Guten». In der Folge war sie als wissenschaftliche Mitarbeiterin an den Universitäten Stuttgart, Tübingen und Dortmund sowie an der ETH Zürich tätig. Sie arbeitete unter anderem an Projekten zu den Themen Globaler Wandel, zum Krankheitsbegriff, zur Mittelverteilung im Gesundheitswesen und zur Phänomenologie des Mittelgebrauchs. Nadia Mazouz absolvierte mehrere Forschungsaufenthalte an der School of Philosophy der Australian National University in Canberra. 2016 erhielt sie ihre Habilitation in Philosophie am Departement für Geistes-, Sozial und Staatswissenschaften an der ETH Zürich. In ihrer Habilitationsschrift ging es um die Moral von Krieg und Frieden.
Von 2017 bis 2021 war Mazouz Universitätsprofessorin für Praktische Philosophie in Marburg, Deutschland. Seit 2022 ist sie ordentliche Universitätsprofessorin für Praktische Philosophie an der ETH Zürich.

## Lehre und Forschung
Nadia Mazouz richtet ihre Forschungsschwerpunkte auf die Bereiche Moralphilosophie, Politische Philosophie und Sozialphilosophie, Kantische Moralphilosophie, Kontraktualismus und Diskursethik, Philosophie der Gefühle, Theorie der Demokratie, Umwelt-, Klima- und Wissenschaftsethik, Tierethik, Medizin- und Bioethik, Zahlen in der Ethik sowie die Moral von Krieg und Frieden. Bei Letzterem betrachtet sie auch neue Kriegsformen und beschäftigt sich mit Demokratie, Menschenrechten, internationalen Beziehungen und dem Völkerrecht.

## Schriften (Auswahl)
- Climate Justice and the Challenge of Pluralism, in: Creating Green Citizens. Bildung, Demokratie und der Klimawandel. S. 37–54. Berlin 2022.[5]
- Making Sense of Self-Criticism in Cosmopolitanism, in: A Critical Archaeology of Cosmopolitan Thinking. S. 19–38. Berlin 2022.
- Die Herausforderungen neuer Kriegspraktiken. Aktuelle Debatten der Moralphilosophie des Krieges, in: INDES: Zeitschrift für Politik und Gesellschaft. 2019, Nr. 2, S. 25–35. Göttingen.